# Фоминс, Родриго
Родриго Фоминс (латыш. Rodrigo Fomins, также известный под псевдонимом Иго (латыш. Igo); род. 29 июня 1962, Лиепая, Латвийская ССР, СССР) — советский и латвийский музыкант, певец, художник, автор текстов большинства песен своего репертуара. Обладатель гран-при 1-го Всесоюзного телевизионного конкурса молодых исполнителей советской эстрадной песни в Юрмале (1986).

## Биография
Родился 29 июня 1962 года в Лиепае. Мать Ирина Тире — известная в Латвии художница, фотограф. Сводный брат Иво Фоминс — также известный в Латвии рок-музыкант, певец.
Закончил музыкальную школу по классу скрипки, затем продолжил учёбу в Лиепайском музыкальном колледже на вокальном отделении. С детства писал стихи и рисовал.
Начинал свою сценическую карьеру вокалистом латвийских групп Corpus (1978—1980), культовой рок-группы «Līvi» (1980—1984), «Liepājas kvartets» (1983—1985), Remix (1985—1990) и американской «Rīga» (1990—1991).
В 1984 году получил звание «Лучшего солиста» на ежегодном смотре Латвийской музыки.
В 1986 году стал обладателем Гран-при на Первом Всесоюзном конкурсе молодых исполнителей «Юрмала-86» с песнями Раймонда Паулса на слова Яниса Петерса «Как в старинной песне» и Давида Тухманова на слова Семёна Кирсанова «Грибной дождь».
С композицией Раймонда Паулса на слова Ильи Резника «Путь к свету» Фоминс стал лауреатом телевизионного фестиваля песни «Песня-86» , а со своей песней «Письма ветра» получил лауреатство и в 1987 году.
В 1986 году завоевал 2-е место и приз зрительских симпатий на международном фестивале «Человек и море» в Ростоке.
В 2015 году был награждён Орденом Трёх Звёзд за заслуги перед Отечеством.

### Рок-опера, опера, мюзикл
В 1988 году Родриго Фоминс исполнил главную роль в рок-опере «Лачплесис» (латыш. «Lāčplēsis») (муз. Зигмара Лиепиньша, либретто Мары Залите).
В 1997 году в Латвийской национальной опере исполнил главную роль Квазимодо в опере «Собор Парижской Богоматери» (латыш. «Parīzes Dievmātes katedrāle») (муз. Зигмара Лиепиньша, либретто Каспара Димитерса).
В 1998 году певец исполнил роль Джельсомино в мюзикле Яниса Лусенса (группа «Зодиак») «Приключения Джельсомино в Стране лжецов» (латыш. «Dželsamīno piedzīvojumi Melu zemē»).
В 2000 году спел партию Виктора в опере «Из розы и крови» на музыку Зигмара Лиепиньша, либретто Каспара Димитерса (латыш. «No rozes un asinīm»).

### Сольная карьера
В 1990-х музыкант начал сольную карьеру. Сотрудничал с известными латвийскими композиторами: Раймондом Паулсом, Имантсом Калныньшом, Зигмаром Лиепиньшем, Янисом Лусенсом (группа «Зодиак»). С гастрольными концертами певец объездил многие страны, в числе которых Россия, Украина, Белоруссия, Литва, Эстония, Грузия, Армения, Узбекистан, Бельгия, Люксембург, Германия, Австрия, Польша, Греция, Норвегия, Швеция, Финляндия, США.
В январе 1998 года выпустил сборник лучших песен «Таs ir Igo» («Это Иго») в два компакт-диска, и в 1999 году — первый сольный альбом «Bet dzīvē viss ir savādāk…» («В жизни всё иначе…»).
За время творческой деятельности у музыканта выпущено более 10 сольных альбомов (см. Дискографию).
В мае 2000 года Иго попал в крупную автокатастрофу, врачи боролись за жизнь артиста, и после долгой реабилитации певец продолжил концертную деятельность.
Со своим творческим коллективом Иго продолжает гастролировать по всей Латвии. Ежегодно выступает с сольными концертами на лучших сценах страны: «Арена Рига», концертный зал «Дзинтари» и др.
В 2008 году певец отметил 30-летие своей творческой деятельности на сцене «Арена Рига».
В июне 2012 года в Латвии с аншлагами прошли юбилейные концерты Родриго Фоминса, в которых принимали участие композиторы Раймонд Паулс, Зигмар Лиепиньш, Янис Страздс, оперная певица Эвия Мартинсоне, певцы Зигфрид Mуктупавелс (группа «Зодиак»), Андрис Эрглис, Артис Дварионас, музыкант, играющая на латышском народном инструменте кокле, Лайма Янсоне, саксофонист Зинтис Жвартс, группа Remix и др., а также Видземский камерный оркестр под управлением Андриса Вейсманиса.
Через 22 года Родриго Фоминс вернулся в Россию с концертами. Новая программа была представлена в Санкт-Петербурге в феврале и ноябре 2012 года, в Москве — в ноябре 2012 года. В сентябре 2014 года певец вновь посетил Санкт-Петербург с сольным концертом и выставкой своей графики.

## Дискография

### С группой «Līvi»
- Aprīļa pilieni (LP, 1985)
- Iedomu pilsēta (LP, 1986)
- Iedomu pilsēta / Aprīļa pilieni (CD, 2006)

### С группойRemix
- Vēstule (LP, 1987)
- Remix («Поёт Иго») (LP, 1988)
- Pie laika (LP, 1990)
- Remix Gold (CD, 1995, 2005)

### СИевой Акуратере
- Klusums starp mums (LP, 1991, CD, 2003)

### Альбомы
- Savādā pasaule (CD, 1997)
- Dželsomīno piedzīvojumi Melu zemē (MC, 1998)
- Tas ir Igo (2 CD, 1998)
- Bet dzīvē viss ir savādāk (CD, 1999)
- Trīs dienas (CD, 2001)
- Kā maigi dzelošs rožu krūms (CD, 2004)
- Mirkļa liecinieks (CD, 2005)
- Spēle (CD, 2008)
- Ieelpots (CD, 2009)
- Igo runā Mihaila Zoščenko stāstus (CD, 2010)
- Uguns (CD, 2010)
- Esmu mājās (CD, 2012)
- Pasaule Ziemassvētku krāsās (CD, 2012)
- Zeme (CD, 2013)

### DVD
- «Remix» (2009) — концерт Иго и гр. Remix в зале «Дзинтари»
- «Ieelpots» (2012) — концерт Иго в Доме Черноголовых в Риге